# Conférence épiscopale péruvienne
Pour les articles homonymes, voir CEP.
La Conférence épiscopale péruvienne (en espagnol : Conferencia Episcopal Peruana, abrégé CEP) est une conférence épiscopale de l’Église catholique qui réunit les ordinaires du Pérou.
Elle fait partie du Conseil épiscopal latino-américain (CELAM), avec une vingtaine d’autres conférences épiscopales.

## Membres
Font partie de la conférence épiscopale en 2022 :
- deux cardinaux[2] :
  - Juan Luis Cipriani Thorne, archevêque émérite de Lima, et
  - Pedro Barreto, archevêque de Huancayo ;
- cinquante-quatre ordinaires titulaires ou auxiliaires[3] ;
- vingt-six ordinaires émérites[4].

## Sanctuaires
La conférence épiscopale a désigné deux sanctuaires nationaux, tous deux à la capitale, Lima :
- l’église Saint-Pierre, aussi sanctuaire Sacré-Cœur-de-Jésus[8] ;
- le sanctuaire Seigneur-des-Miracles, en 2004[9].